# Krasni Fars
Krasni Fars - Красный Фарс (rus) - és un khútor de la República d'Adiguèsia, a Rússia. Es troba a la vora esquerra del riu Fars, a 12 km a l'oest de Koixekhabl i a 40 km al nord-est de Maikop, la capital de la república.
Pertany al municipi de Drujba.